# Schlacht bei Neerwinden (1693)
Philippsburg – Koblenz – Walcourt – Bantry Bay – Mainz – Bonn – Fleurus – Beachy Head – Boyne – Staffarda – Québec – Mons – Cuneo – Leuze – Aughrim – Barfleur/La Hougue – Namur 1 – Steenkerke – Lagos – Neerwinden – Marsaglia – Charleroi – Torroella – Camaret – Texel – Sant Esteve d'en Bas – Gerona – Dixmuyen – Namur 2 – Brüssel –  Ath – Cartagena – Barcelona
Die Schlacht bei Neerwinden, auch Schlacht bei Landen genannt, am 29. Juli 1693 war eine der Hauptschlachten des Krieges der großen Allianz. Sie endete mit einem klaren Sieg der Franzosen unter François-Henri de Montmorency-Luxembourg über die Alliierten unter Wilhelm III. von Oranien-Nassau. Sie war eine der verlustreichsten Schlachten des 17. Jahrhunderts.

## Vorgeschichte
Den Alliierten war es in den ersten Monaten des Jahres 1693 nicht gelungen, frühzeitig ihre Truppen zu sammeln. Daher begann der Feldzug erst im Juni. Anfangs waren die Alliierten zahlenmäßig auf dem niederländischen Kriegsschauplatz leicht überlegen. Dennoch gelang es Luxemburg die Verbündeten einen Monat lang zu blockieren, ehe ihn Versorgungsschwierigkeiten zwangen über die Gete zurückzugehen. Wilhelm III. griff den Gegner nicht an, nutzte die Gelegenheit, mit kleineren Einheiten verschiedene unbedeutende Siege zu erzielen. Dadurch wurde die Hauptarmee der Alliierten indes stark geschwächt. In der Folge lag daher die Initiative bei den Franzosen. Marschall Luxemburg konnte am 23. Juli Huy einnehmen und drohte Lüttich anzugreifen. Wilhelm III. verstärkte daraufhin die Besatzungen in Lüttich und Maastricht.
Mit der nun weiter geschwächten Hauptmacht nahmen die Alliierten eine abwartende Stellung an der Kleinen Gete ein. Luxemburg brach seinen Marsch auf Lüttich ab und wandte sich mit allen Kräften, die er hatte, am 28. Juli in Richtung der gegnerischen Armee mit dem Ziel, eine Entscheidungsschlacht herbeizuführen.

## Position der Alliierten
Die Position der Alliierten war wegen der nur teilweise vorhandenen natürlichen Verteidigungsmöglichkeiten wenig vorteilhaft. Außerdem befand sich hinter den Truppen der Fluss. Bei einer Niederlage war ein Entkommen kaum möglich.
Die Stellungen der Verteidiger waren 9 km lang und waren in drei Abschnitte geteilt. Der linke Flügel stand zwischen den Dörfern Dormael und Neerlanden. Nach vorne geschützt wurde der Bereich von einem nicht ohne weiteres zu überschreitenden Bach. Daher wurden hier nur etwa 59 Kavallerieschwadrone unter dem Fürsten Johann Ernst von Nassau-Weilburg postiert.
Im mittleren Frontabschnitt kommandierte Wilhelm III. selbst. Dort fehlte es fast völlig an natürlichen Hindernissen. In der Nacht vom 28. auf den 29. ließ der König daher Befestigungen anlegen. In diesem Bereich standen 41 Bataillone Infanterie und der Großteil der Artillerie.
Der rechte Flügel wurde von Max Emanuel kommandiert. Er reichte von Neerwinden bis zur Mündung des Windenbach in die kleine Gete. Zwischen dem Ort Laer und der Mündung stellte dieser Bach einen Schutz dar. Allerdings wurden die Orte Neerwinden und Laer stark befestigt. Der Kurfürst verfügte über 17 Bataillone, 56 Eskadrone und einige Geschütze. In den Dörfern befanden sich zusätzlich jeweils 6 Bataillone.

## Verlauf

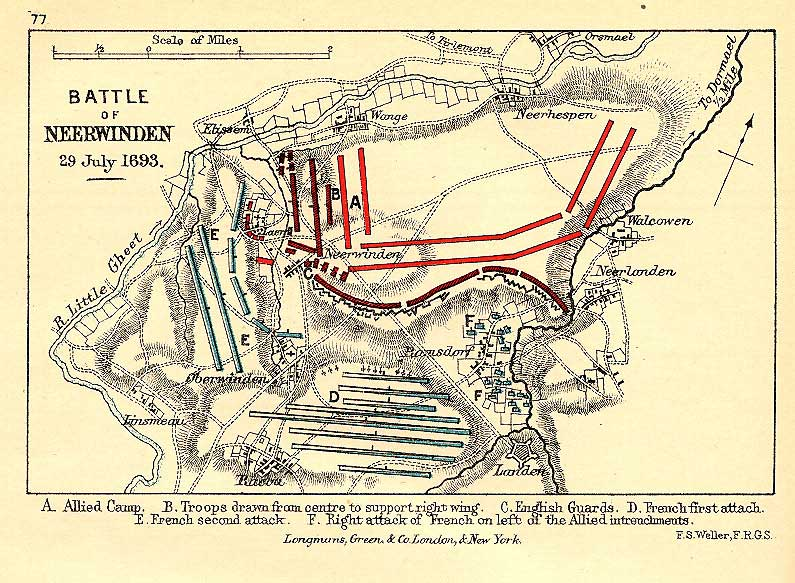
Schlacht von Neerwinden 1693

Die Franzosen lagerten in der Nacht bei dem Ort Landen. Am nächsten Morgen gruppierten sich die Truppen zum Angriff. Gegen den linken Flügel der Gegner ließ Luxemburg überhaupt nicht vorgehen. Er konzentrierte seine Angriffe auf die Mitte und den rechten Flügel; das Zentrum, Neerwinden und die Befestigungen wurden mit schwerem Geschützfeuer belegt. Ein erster schwerer Angriff mit 32 Bataillonen und 54 Eskadronen richtete sich auf die Stellungen des Kurfürsten. Weitere schwere Angriffe richteten sich gegen Neerlanden und einen weiteren Ort. Den Franzosen gelang es nach schweren Kämpfen die Orte einzunehmen. Der Kurfürst konnte die Truppen sammeln und zu einem erfolgreichen Gegenangriff führen. Mit verstärkten Kräften versuchte Luxemburg erneut anzugreifen. Mit Hilfe von Verstärkungen aus dem Zentrum konnte der Angriff nach Anfangserfolgen der Franzosen zurückgeschlagen werden.
Nach einer Ruhepause ließ Marschall Luxemburg seine Armee auf der ganzen Linie angreifen. Der Schwerpunkt beider Armeen hatte sich in Richtung Westen zum kurfürstlichen Frontabschnitt verlagert. Durch die Verstärkungen, die Wilhelm III. geschickt hatte, konnte die gegnerische Übermacht nicht ausgeglichen werden. Gleichzeitig hatte diese Abordnung das Zentrum der alliierten Front geschwächt, so dass auch dort Gefahr drohte. Den Franzosen gelang es den Abschnitt des Kurfürsten vom Zentrum zu trennen. Ihnen gelang es auch die Befestigungen zu überwinden. Ein Gegenangriff der alliierten Kavallerie, die man vom linken Flügel herbeiholte, kam zu spät. Die Hauptmacht der Alliierten musste über die kleine Gete zurückweichen. Unter schweren Verlusten zogen sich schließlich auch die Truppen unter Max Emanuel über die kleine Gete zurück. Viele Soldaten ertranken.

## Folgen
Der Sieg der Franzosen war eindeutig. Allerdings waren auch sie erschöpft, so dass sie nicht hinter den Gegnern hersetzten. Daher war die Niederlage nicht kriegsentscheidend und die militärische Lage blieb in den folgenden Jahren unentschieden.
Die Schlacht war eine der blutigsten des 17. Jahrhunderts. Der Marschall von Luxemburg konnte 55 Standarten und 25 Fahnen der Gegner in Notre Dame de Paris aufhängen lassen. Er wurde daher scherzhaft Tapezierer von Notre Dame genannt. Auf längere Sicht wirkte sich die Niederlage von Neerwinden zusammen mit denen in Fleurus (1690) und Steenkerke allerdings dahingehend aus, dass die Niederlande, England und das Heilige Römische Reich 1694 separate Friedensverhandlungen mit Frankreich einleiteten.